# Pallacanestro femminile ai XII Giochi del Mediterraneo
Il torneo di pallacanestro femminile ai XII Giochi del Mediterraneo si è svolto nel 1993 nel dipartimento francese Languedoc-Roussillon.

## Classifica finale
| - | Team                 | Formazione |
| - | -------------------- | --- |
|   | Bosnia ed Erzegovina | Bosnia ed ErzegovinaBajkuša, Džebo, Lakić, Mirvić, Mujanović, Šarenac, Šarić, Sušić, Zupčević, All. -                                                                            |
|   | Italia               | Italia4 Paparazzo, 5 Caselin, 6 Adamoli, 7 Salvemini, 8 Ballabio, 9 Federighi, 10 Arcangeli, 11 Pollini, 12 Stanzani, 13 Zocco, 14 Tufano, 15 Strazzabosco, All. Franco Novarina |
|   | Spagna               | Spagna4 Grande, 5 Remiro, 6 Ares, 7 Xantal, 8 Alonso, 9 Lobón, 10 Valero, 11 Álvaro, 12 González, 13 Ferragut, 14 Cebrián, 15 Sánchez, All. Manuel Coloma                        |
| 4 | Slovenia             | |
| 5 | Francia              | FranciaCampi, Chevalier, Cissé, Ekambi, Fijalkowski, Force, Moussard, Santaniello, Souvré, Weistroffer, Vivenot, Zago, All. -                                                    |
| 6 | Grecia               | |